# Ferenc Mészáros (voetballer, 1963)
Ferenc Mészáros (Szekszárd, 6 juli 1963) is een voormalige Hongaars voetballer die bij voorkeur als aanvaller speelde.

## Carrière
Mészáros werd geboren in Szekszárd. Hij begon te voetballen bij Pécsi Mecsek FC in 1980. Hij speelde 167 competitiewedstrijden en maakte 42 doelpunten. In 1987 ging hij naar de Belgische voetbalclub KSC Lokeren en in 1993 keerde hij terug bij zijn oude voetbalclub. Hij beëindigde zijn voetbalcarrière in 1994.
Mészáros maakte zijn debuut in het Hongaarse voetbalelftal in 1983. Hij speelde 21 wedstrijden en maakte voor zijn nationale ploeg 4 doelpunten.